# Anchiphiloscia meruina
Anchiphiloscia meruina is een pissebed uit de familie Philosciidae. De wetenschappelijke naam van de soort is voor het eerst geldig gepubliceerd in 1984 door Ferrara & Taiti.